# СВЗМО
СВЗМО (англ. NHOMO - Next Highest Occupied Molecular Orbital) — у квантовій хімії — скорочення від «сусідня з вищою зайнятою молекулярною орбіталлю», «сусідня з ВЗМО» (вища зайнята молекулярна орбіталь). Перша прилегла до ВЗМО зайнята молекулярна орбіталь.